# Jardim Adalgisa
Jardim Adalgisa é um bairro localizado no distrito do Rio Pequeno e pertencente à subprefeitura do Butantã.
O bairro é predominantemente residencial e tendo comércio local. Sua característica é composta por casas tipo sobrado não havendo verticalização. Seu acesso pode ser feito tanto por bairros vizinhos do mesmo distrito ou pelas ruas do bairro Jardim Adalgisa no município de Osasco.